# Alejandro Márquez
Alejandro Samuel Márquez Pérez (Loncoche, 31 ottobre 1991) è un calciatore cileno, centrocampista del Paraná Clube in prestito dall'O'Higgins.

## Carriera

### Club
Ha giocato nella prima divisione cilena.

### Nazionale
Ha partecipato al Campionato sudamericano di calcio Under-20 2011.